# Василь Васильович Никольський
Василь Никольський (або Микольський; пом. після 1511) — писар господарський великих князів литовських й руських Казимира IV, Олександра Ягеллончика й Сигізмунда Старого.   

## Біографія
Походив з родини чернігівських бояр, його батько Василь Павлович теж був великокняжим писарем. Від нього Никольський успадкував місце в канцелярії та маєтності в Слонімському повіті та на Чернігівщині. Згодом, втративши останні через литовсько-московську війну 1500—1503 років, дістав як компенсацію землі в Троцькому повіті. Брав участь у повстанні князя Михайла Глинського. Як посланець князя їздив з його листами до великого князя московського Василія III Івановича. На зламі 1508—1509 років, після поразки повстання, разом із князями Глинськими емігрував до Москви. Згодом опинився при дворі сербського воєводи Стефана Якшича, чия сестра Анна була дружиною князя Василя Глинського. У 1511 році на прохання воєводи написав своє полемічне «Сказання», адресоване «некоему латинскому архиепискупу сопротивляющуся» й спрямоване на захист догматів православ'я. Твір зберігся в кількох списках XVI—XVIII століть.

## Праці
- Послание Василия, пресвитера Никольского из Дольней Руси, об исхождении Св. Духа. «Известия Отделения рус. языка и словесности Академии наук», 1908, т. 13, кн. 3.